# Maia Milaneza/2006
Samenstelling van de wielerploeg Maia Milaneza in 2006:
| Naam              | Geboortedatum | Nationaliteit | Ploeg 2005                   |
| ----------------- | ------------- | ------------- | ---------------------------- |
| Antonio Amorim    | 19-05-1985    | Portugal      | São João de Vêr              |
| Pedro Andrade     | 21-03-1977    | Portugal      | LA Aluminios-Liberty Seguros |
| Afonso Azevedo    | 18-07-1984    | Portugal      | Milaneza                     |
| Rogério Baptista  | 02-12-1983    | Portugal      | Gondomar                     |
| João Cabreira     | 12-05-1982    | Portugal      | Carvalhelhos-Boavista        |
| Pedro Cardoso     | 12-04-1974    | Portugal      | Milaneza                     |
| Bruno Castanheira | 04-02-1977    | Portugal      | Milaneza                     |
| Bruno Lima        | 05-11-1985    | Portugal      | Milaneza                     |
| Danail Petrov     | 05-02-1978    | Bulgarije     | Milaneza                     |
| Bruno Pires       | 15-05-1985    | Portugal      | Milaneza                     |

## Overwinningen
Ronde van de Algarve
5e etappe: João Cabreira
Eindklassement: João Cabreira
Portugese kampioenschappen
Bruno Pires
Ronde van Portugal
7e etappe: João Cabreira
Ronde van Bulgarije
2e etappe: Danail Petrov
GP Rota dos Móveis
2e etappe: Pedro Cardoso
4e etappe: Pedro Cardoso
Eindklassement: Pedro Cardoso
GP do Minho
2e etappe: Pedro Cardoso
Eindklassement: Pedro Cardoso
Volta a Terras de Santa Maria
3e etappe: Bruno Castanheira
Trofeo Joaquim Agostinho
3e etappe: Danail Petrov
Eindklassement: Danail Petrov

## Teams

### Ronde van de Algarve
15 februari–19 februari
- 131.  Danail Petrov
- 132.  Bruno Castanheira
- 133.  Pedro Cardoso
- 134.  Pedro Andrade
- 135.  Bruno Lima
- 136.  Afonso Azevedo
- 137.  João Cabreira
- 138.  Bruno Pires